# Tottenham Hotspur Football Club 1995-1996
Questa voce raccoglie le informazioni riguardanti il Tottenham Hotspur Football Club nelle competizioni ufficiali della stagione 1995-1996.

## Maglie e sponsor
Lo sponsor tecnico per la stagione 1995-1996 è Pony, mentre lo sponsor ufficiale è Hewlett-Packard.

## Trasferimenti

### Entrata
| Data            | R. | Nome            | Provenienza    | Cifra riscatto |
| --------------- | -- | --------------- | -------------- | -------------- |
| 12 giugno 1995  | D  | Clive Wilson    | QPR            | Parametro zero |
| 30 giugno 1995  | A  | Chris Armstrong | Crystal Palace | £4.500.000     |
| 6 ottobre 1995  | C  | Ruel Fox        | Newcastle Utd  | £4.200.000     |
| 23 gennaio 1996 | C  | Andy Sinton     | Sheffield Weds | £1.500.000     |

### Uscita
| Data             | R. | Nome             | Destinazione  | Cifra riscatto |
| ---------------- | -- | ---------------- | ------------- | -------------- |
| 22 maggio 1995   | C  | Gheorghe Popescu | Barcellona    | £2.800.000     |
| 1º luglio 1995   | A  | Jürgen Klinsmann | Bayern Monaco | €1.400.000     |
| 11 luglio 1995   | A  | John Hendry      | Motherwell    | £200.000       |
| 8 agosto 1995    | C  | Nick Barmby      | Middlesbrough | £5.250.000     |
| 28 febbraio 1996 | C  | Darren Caskey    | Reading       | £700.000       |
| 9 marzo 1996     | A  | Ilie Dumitrescu  | West Ham Utd  | £1.500.000     |
| 27 marzo 1996    | D  | Owen Coll        | Bournemouth   | Svincolato     |

Costi entrate:  £10.200.000
Costi uscite:  £11.647.000
Bilancio totale:  £1.447.420

## Risultati

### FA Premier League

#### Girone d'andata
| Arbitro: | Poll (Tring) |

|            |           |                |
| Rösler 51’ | Marcatori | 33’ Sheringham |

| Arbitro: | Dunn (Gloucestershire) |

|  |           |            |
|  | Marcatori | 69’ Ehiogu |

| Arbitro: | Cooper (Pontypridd) |

|                |           |                           |
| Calderwood 88’ | Marcatori | 8’, 43’ Barnes 55’ Fowler |

| Arbitro: | Reed (Birmingham) |

|               |           |               |
| Hutchison 24’ | Marcatori | 55’ Rosenthal |

| Arbitro: | Durkin (Portland) |

|                            |           |            |
| Howells 27’ Sheringham 67’ | Marcatori | 53’ Yeboah |

| Arbitro: | Gallagher (Banbury) |

|          |           |                                              |
| Hirst 8’ | Marcatori | 32’, 65’ (rig.) Sheringham 60’ (aut.) Walker |

| Arbitro: | Elleray (Dover) |

|                      |           |                                        |
| Dichio 36’ Impey 46’ | Marcatori | 48’ (rig.), 75’ Sheringham 73’ Dozzell |

| Arbitro: | Ashby (Worcester) |

|                                      |           |           |
| Sheringham 8’, 33’ Elkins 63’ (aut.) | Marcatori | 40’ Earle |

| Arbitro: | Hart (Darlington) |

|  |           |           |
|  | Marcatori | 65’ Stone |

| Arbitro: | Dilkes (Mossley) |

|            |           |               |
| Stuart 12’ | Marcatori | 38’ Armstrong |

| Arbitro: | Bodenham (Looe) |

|               |           |            |
| Armstrong 21’ | Marcatori | 47’ Ginola |

| Arbitro: | Winter (Middlesbrough) |

|                           |           |                                    |
| Dublin 7’ P. Williams 55’ | Marcatori | 20’ Fox 25’ Sheringham 46’ Howells |

| Arbitro: | Wilkie (Chester-le-Street) |

|                              |           |              |
| Sheringham 30’ Armstrong 55’ | Marcatori | 14’ Bergkamp |

| Arbitro: | Reed |

|  |           |               |
|  | Marcatori | 72’ Armstrong |

| Londra 25 novembre 1995, ore 15:00 BST 15ª giornata | Chelsea          | 0 – 0 referto | Tottenham Hotspur | Stamford Bridge (31.059 spett.)\| Arbitro: \| Lodge[7] (Barnsley) \| |
| Arbitro:                                            | Lodge (Barnsley) |               |                   |                                                                      |

| Londra 2 dicembre 1995, ore 16:00 GMT 16ª giornata | Tottenham Hotspur | 0 – 0 referto | Everton | White Hart Lane (32.894 spett.)\| Arbitro: \| Dunn (Bristol) \| |
| Arbitro:                                           | Dunn (Bristol)    |               |         |                                                                 |

| Arbitro: | Cooper (Pontypridd) |

|               |           |  |
| Sheringham 3’ | Marcatori |  |

| Arbitro: | Elleray (Harrow on the Hill) |

|  |           |        |
|  | Marcatori | 3’ Fox |

| Arbitro: | Danson (Leicester) |

|                              |           |                        |
| Sheringham 54’ Armstrong 71’ | Marcatori | 75’ Green 79’ Bergsson |

#### Girone di ritorno
| Southampton 26 dicembre 1995, ore 13:00 GMT 20ª giornata | Southampton               | 0 – 0 referto | Tottenham Hotspur | The Dell (15.238 spett.)\| Arbitro: \| Durkin (Isle of Portland) \| |
| Arbitro:                                                 | Durkin (Isle of Portland) |               |                   |                                                                     |

| Arbitro: | Jones (Quorn) |

|                        |           |                |
| Marker 31’ Shearer 41’ | Marcatori | 53’ Sheringham |

| Arbitro: | Ashby |

|                                                |           |          |
| Sheringham 35’ Campbell 45’ Armstrong 48’, 65’ | Marcatori | 36’ Cole |

| Arbitro: | Gallagher |

|               |           |  |
| Armstrong 65’ | Marcatori |  |

| Arbitro: | Poll |

|                       |           |         |
| McGrath 23’ Yorke 79’ | Marcatori | 26’ Fox |

| Liverpool 3 febbraio 1996, ore 16:00 GMT 25ª giornata | Liverpool | 0 – 0 referto | Tottenham | Anfield (40.628 spett.)\| Arbitro: \| Lodge \| |
| Arbitro:                                              | Lodge     |               |           |                                                |

| Arbitro: | Winter (Stockton-on-Tees) |

|  |           |         |
|  | Marcatori | 5’ Dani |

| Arbitro: | Reed (Birmingham) |

|               |           |  |
| Armstrong 32’ | Marcatori |  |

| Arbitro: | Burge (Tonypandy) |

|             |           |  |
| Dozzell 64’ | Marcatori |  |

| Arbitro: | Durkin (Isle of Portland) |

|                              |           |                             |
| Sheringham 62’ Armstrong 80’ | Marcatori | 8’ (rig.), 34’, 90’ Shearer |

| Arbitro: | Dunn (Bristol) |

|                        |           |                                   |
| Stubbs 74’ Sellars 84’ | Marcatori | 17’ Howells 54’ Fox 60’ Armstrong |

| Arbitro: | Ashby (Worcester) |

|             |           |  |
| Cantona 50’ | Marcatori |  |

| Arbitro: | Hart (Darlington) |

|                             |           |            |
| Sheringham 51’ Fox 52’, 65’ | Marcatori | 21’ Dublin |

| Arbitro: | Alcock |

|                    |           |               |
| Stone 40’ Woan 62’ | Marcatori | 80’ Armstrong |

| Arbitro: | Jones (Loughborough) |

|               |           |            |
| Armstrong 84’ | Marcatori | 85’ Whelan |

| Londra 15 aprile 1996, ore 20:00 BST 35ª giornata | Arsenal           | 0 – 0 referto | Tottenham Hotspur | Highbury Stadium (38.273 spett.)\| Arbitro: \| Reed[8] (Birmingham) \| |
| Arbitro:                                          | Reed (Birmingham) |               |                   |                                                                        |

| Arbitro: | Wilkie (Chester-le-Street) |

|               |           |            |
| Armstrong 73’ | Marcatori | 35’ Hughes |

| Arbitro: | Bodenham |

|               |           |                                 |
| Wetherall 13’ | Marcatori | 18’ Armstrong 24’, 66’ Anderton |

| Arbitro: | Gallagher (Banbury) |

|               |           |             |
| Ferdinand 71’ | Marcatori | 57’ Dozzell |

## Coppa d'Inghilterra

### Terzo Turno
| Arbitro: | Riley |

|            |           |               |
| Brough 63’ | Marcatori | Rosenthal 31’ |

| Arbitro: | Dunn |

|                                             |           |            |
| Sheringham 23’, 55’, 80’ Armstrong 29’, 58’ | Marcatori | 90’ Steele |

### Sedicesimi di finale
| Arbitro: | Allison |

|            |           |             |
| Wilson 13’ | Marcatori | 28’ Goodman |

| Arbitro: | Allison |

|  |           |                             |
|  | Marcatori | 8’ Rosenthal 10’ Sheringham |

### Ottavi di finale
| Arbitro: | Willard (Worthing) |

|              |           |                   |
| Woan 4’, 72’ | Marcatori | 9’, 28’ Armstrong |

| Arbitro: | Willard (Worthing) |

|                                 |                      |                         |
| Wilson Rosenthal Fox Sheringham | Tiri di rigore 1 – 3 | Pearce Roy Woan Chettle |

## Coppa di Lega

### Secondo Turno
| Londra 20 settembre 1995 Andata                                    | Tottenham | 4 – 0 referto | Chester City | White Hart Lane (17.645 spett.) |
| \| \| \| \| \| Rosenthal Sheringham 2 Armstrong \| Marcatori \| \| |           |               |              |                                 |
|                                                                    |           |               |              |                                 |
| Rosenthal Sheringham 2 Armstrong                                   | Marcatori |               |              |                                 |

| Chester 4 ottobre 1995 Ritorno                                               | Chester City | 1 – 3 referto                   | Tottenham | Deva Stadium (5.372 spett.) |
| \| \| \| \| \| Bishop 21’ \| Marcatori \| 45’ Howells 45’, 90’ Sheringham \| |              |                                 |           |                             |
|                                                                              |              |                                 |           |                             |
| Bishop 21’                                                                   | Marcatori    | 45’ Howells 45’, 90’ Sheringham |           |                             |

### Sedicesimi di finale
| Arbitro: | Winter (Stockton-on-Tees) |

|                                        |           |                               |
| Ndlovu 54’ (rig.) Busst 61’ Salako 75’ | Marcatori | 2’ Armstrong 20’ (aut.) Busst |

## Statistiche

### Statistiche di squadra
| Competizione        | Punti | In casa | In casa | In casa | In casa | In casa | In casa | In trasferta | In trasferta | In trasferta | In trasferta | In trasferta | In trasferta | Totale | Totale | Totale | Totale | Totale | Totale | DR  |
| Competizione        | Punti | G       | V       | N       | P       | Gf      | Gs      | G            | V            | N            | P            | Gf           | Gs           | G      | V      | N      | P      | Gf     | Gs     | DR  |
| ------------------- | ----- | ------- | ------- | ------- | ------- | ------- | ------- | ------------ | ------------ | ------------ | ------------ | ------------ | ------------ | ------ | ------ | ------ | ------ | ------ | ------ | --- |
| FA Premier League   | 61    | 19      | 9       | 5       | 5       | 26      | 19      | 19           | 7            | 8            | 4            | 24           | 19           | 38     | 16     | 13     | 9      | 50     | 38     | +12 |
| FA Cup              | -     | -       | -       | -       | -       | -       | -       | -            | -            | -            | -            | -            | -            | -      | -      | -      | -      | -      | -      |     |
| Football League Cup | -     | -       | -       | -       | -       | -       | -       | -            | -            | -            | -            | -            | -            | -      | -      | -      | -      | -      | -      |     |
| Totale              | -     | 19      | -       | -       | -       | -       | -       | 19           | -            | -            | -            | -            | -            | 38     | 16     | 13     | 9      | 50     | 38     | +12 |